# Strahinja Eraković
Strahinja Eraković (Kirin Serbia: Страхиња Ераковић; sinh ngày 22 tháng 1 năm 2001) là một cầu thủ bóng đá người Serbia thi đấu ở vị trí trung vệ cho câu lạc bộ Zenit Saint Petersburg.